# Wapen van Doesburg

Wapen van Doesburg

Het wapen van Doesburg is het wapen van de gemeente Doesburg. Het toont een zilveren Romeinse burcht op een rood schild. De beschrijving luidt:
"Zijnde een rood schild, waarop een romeinse Burcht met drie toorens voorzien van kantelen en schietgaten alles van zilver, verzeld in de regterhoek van een halve maan gekeerd ter linkerzijde en in de linkerhoek van een halve maan gekeerd ter regterzijde, beide van goud. Het Schild gedekt met een gouden kroon."

## Geschiedenis
Op 7 oktober 1818 werd het wapen van Doesburg bevestigd. De bijgevoegde tekening was echter niet correct, op die afbeelding stond een kasteel in plaats een Romeinse burcht. Er zitten onvolkomenheden in de beschrijving van de Hoge Raad van Adel, er staan "halve manen" in de beschrijving, terwijl er sikkels op de tekening staan, die in de heraldiek gebruikelijk "wassenaars" worden genoemd. Daarnaast staat in de beschrijving niet vermeld dat de kroon vijf fleurons heeft. Bij de aanvraag tot bevestiging heeft een van de burgemeesters mogelijk een afdruk meegezonden van het zegelstempel uit circa 1750 van de stad. Bij de Franstalige beschrijving werd echter een keizerskroon beschreven, hetgeen de Franse vertaler weer vertaalde als "markiezenkroon". Het zegelstempel dat nog bewaard is gebleven toont echter een soort aquaduct waarop drie torens staan met als randschrift Sigilum Civitatus Drusiburgensis. Mogelijk is de legende dat Drusus de stichter van Doesburg zou zijn, de oorzaak van het toevoegen van de burcht. Ieder bewijs ontbreekt tot nu toe voor deze legende. Daarnaast staat in de aanvraag nog vermeld dat Doesburg gesticht zou zijn door een Romeinse veldheer genaamd Drusus. De burcht komt voor het eerst voor eind 14e eeuw, mogelijk de basis van het zegel uit circa 1750. De maansikkel is het oudste bestanddeel van het wapen, deze komt al voor op zegels afkomstig uit de 13e eeuw. Onbekend gebleven is de oorsprong en de betekenis van deze maansikkels als stadssymbool.

## Bron
- Gemeentewapens - Jaarboek Achterhoek en Liemers II, uitgeverij de Walburg pers 1982. In opdracht van oudheidkundige vereniging "De Graafschap".